# Saint-Vigor-des-Monts
Pour les articles homonymes, voir Saint-Vigor (homonymie).
Saint-Vigor-des-Monts est une commune française, située dans le département de la Manche en région Normandie, peuplée de 283 habitants.

## Géographie
La commune est aux confins du Bocage virois que ses hauteurs dominent, notamment à l'emplacement d'une table d'orientation. Elle fait cependant partie du Pays saint-lois du fait de son appartenance au canton de Tessy-sur-Vire. Son bourg est à 5,5 km au sud-ouest de Pont-Farcy, à 8 km au sud de Tessy-sur-Vire, à 11 km à l'est de Percy, à 15 km au nord-est de Villedieu-les-Poêles et à 20 km au nord-ouest de Vire.

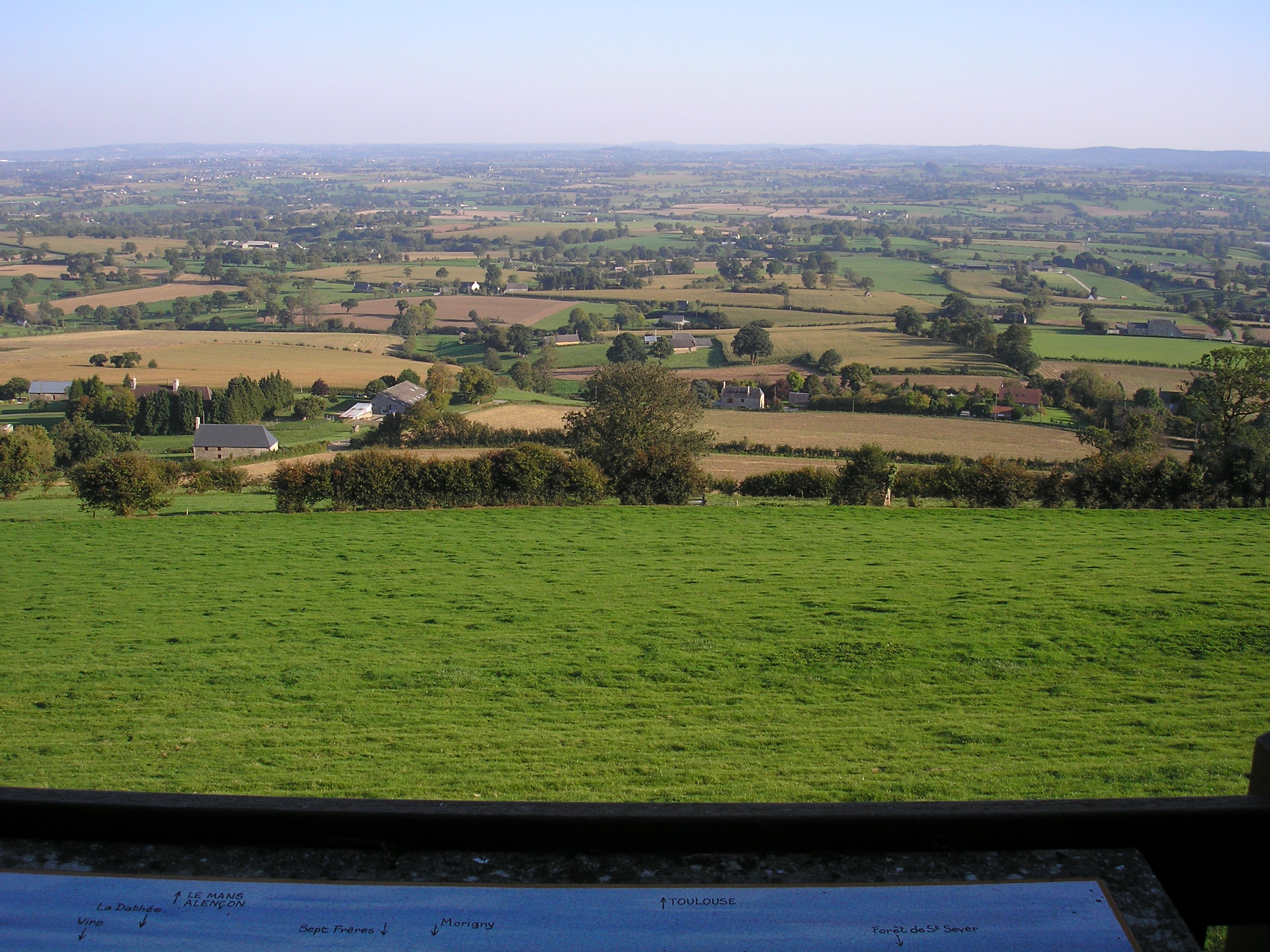
Vue sur le territoire communal et le Bocage virois, de la table d'orientation.

Quoique bordée au nord-ouest par l'A84, accessible à 7 km (sortie 39) sur la commune de Pont-Farcy voisine, la commune est en retrait des axes locaux principaux. La route départementale no 374 Vire-Pont-Farcy (D 52 dans le Calvados limitrophe) borde le territoire à l'est. La D 554 traverse la commune et permet au sud-ouest de retrouver Montbray et au nord Pont-Farcy. Le bourg y est relié par la D 454 qui mène à la D 975 (ancienne route nationale 175) et à Gouvets au nord et à Morigny au sud.
Saint-Vigor-des-Monts est dans le bassin de la Vire, par son sous-affluent la Drôme qui délimite le territoire au sud-est. Plusieurs de ses affluents parcourent le territoire communal dont la rivière du Val Borel qui marque la limite au sud-ouest, le ruisseau des Vaux et le ruisseau de Cauquefourque qui matérialise la limite nord.
Le point culminant (277 m) se situe à l'ouest, près du lieu-dit la Bergerie et du site de l'ancienne église de Sainte-Marie-des-Monts. Le point le plus bas (50 m) correspond à la sortie de la Drôme du territoire, à l'est. La commune est bocagère.
| Gouvets                          | Pont-Farcy (Calvados) Sainte-Marie-Outre-l'Eau (Calvados) | Sainte-Marie-Outre-l'Eau (Calvados) |
| Gouvets Margueray (par un angle) | Saint-Vigor-des-Monts                                     | Landelles-et-Coupigny (Calvados)    |
| Montbray                         | Morigny                                                   | Landelles-et-Coupigny (Calvados)    |

### Hydrographie
La commune est située dans le bassin Seine-Normandie. Elle est drainée par la Drôme, le fossé 01 de la Bouillère, le fossé 01 de la Maheudière, le fossé 02 de la Peuvellière, la rivière du Val Borel, le ruisseau de Cauquefourque et le ruisseau des Vaux,,.
La Drôme, d'une longueur de 17 km, prend sa source dans la commune de Beslon et se jette  dans la Vire à Tessy-Bocage, après avoir traversé huit communes. 

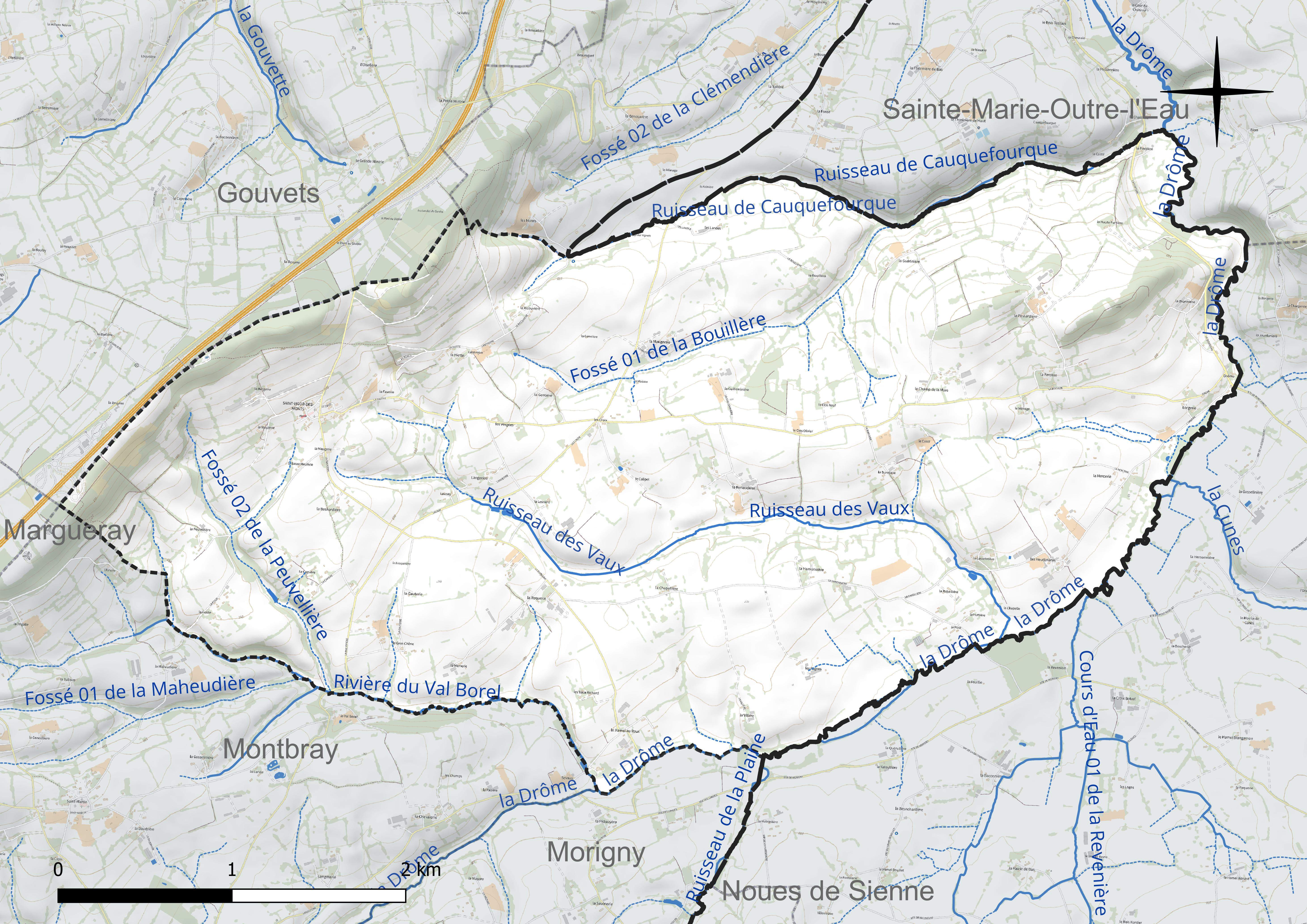
Réseau hydrographique de Saint-Vigor-des-Monts.

### Climat
Pour des articles plus généraux, voir Climat de la Normandie et Climat de la Manche.
En 2010, le climat de la commune est de type climat océanique franc, selon une étude du CNRS s'appuyant sur une série de données couvrant la période 1971-2000. En 2020, Météo-France publie une typologie des climats de la France métropolitaine dans laquelle la commune est exposée à un climat océanique et est dans la région climatique  Normandie (Cotentin, Orne), caractérisée par une pluviométrie relativement élevée (850 mm/a) et un été frais (15,5 °C) et venté. Parallèlement le GIEC normand, un groupe régional d’experts sur le climat, différencie quant à lui, dans une étude de 2020, trois grands types de climats pour la région Normandie, nuancés à une échelle plus fine par les facteurs géographiques locaux. La commune est, selon ce zonage, exposée à un « climat contrasté des collines », correspondant au Bocage normand, bien arrosé, voire très arrosé sur les reliefs les plus exposés au flux d’ouest, et frais en raison de l’altitude.
Pour la période 1971-2000, la température annuelle moyenne est de 10,5 °C, avec une amplitude thermique annuelle de 12,4 °C. Le cumul annuel moyen de précipitations est de 1 025 mm, avec 14,5 jours de précipitations en janvier et 9,2 jours en juillet. Pour la période 1991-2020, la température moyenne annuelle observée sur la station météorologique la plus proche, située sur la commune de Condé-sur-Vire à 16 km à vol d'oiseau, est de 11,3 °C et le cumul annuel moyen de précipitations est de 956,7 mm,. Pour l'avenir, les paramètres climatiques de la commune estimés pour 2050 selon différents scénarios d’émission de gaz à effet de serre sont consultables sur un site dédié publié par Météo-France en novembre 2022.

## Urbanisme

### Typologie
Au 1er janvier 2024, Saint-Vigor-des-Monts est catégorisée commune rurale à habitat très dispersé, selon la nouvelle grille communale de densité à sept niveaux définie par l'Insee en 2022.
Elle est située hors unité urbaine et hors attraction des villes,.

### Occupation des sols
L'occupation des sols de la commune, telle qu'elle ressort de la base de données européenne d’occupation biophysique des sols Corine Land Cover (CLC), est marquée par l'importance des territoires agricoles (95,9 % en 2018), une proportion sensiblement équivalente à celle de 1990 (95,8 %). La répartition détaillée en 2018 est la suivante : prairies (47,8 %), terres arables (34,1 %), zones agricoles hétérogènes (14 %), forêts (4,1 %). L'évolution de l’occupation des sols de la commune et de ses infrastructures peut être observée sur les différentes représentations cartographiques du territoire : la carte de Cassini (XVIIIe siècle), la carte d'état-major (1820-1866) et les cartes ou photos aériennes de l'IGN pour la période actuelle (1950 à aujourd'hui).

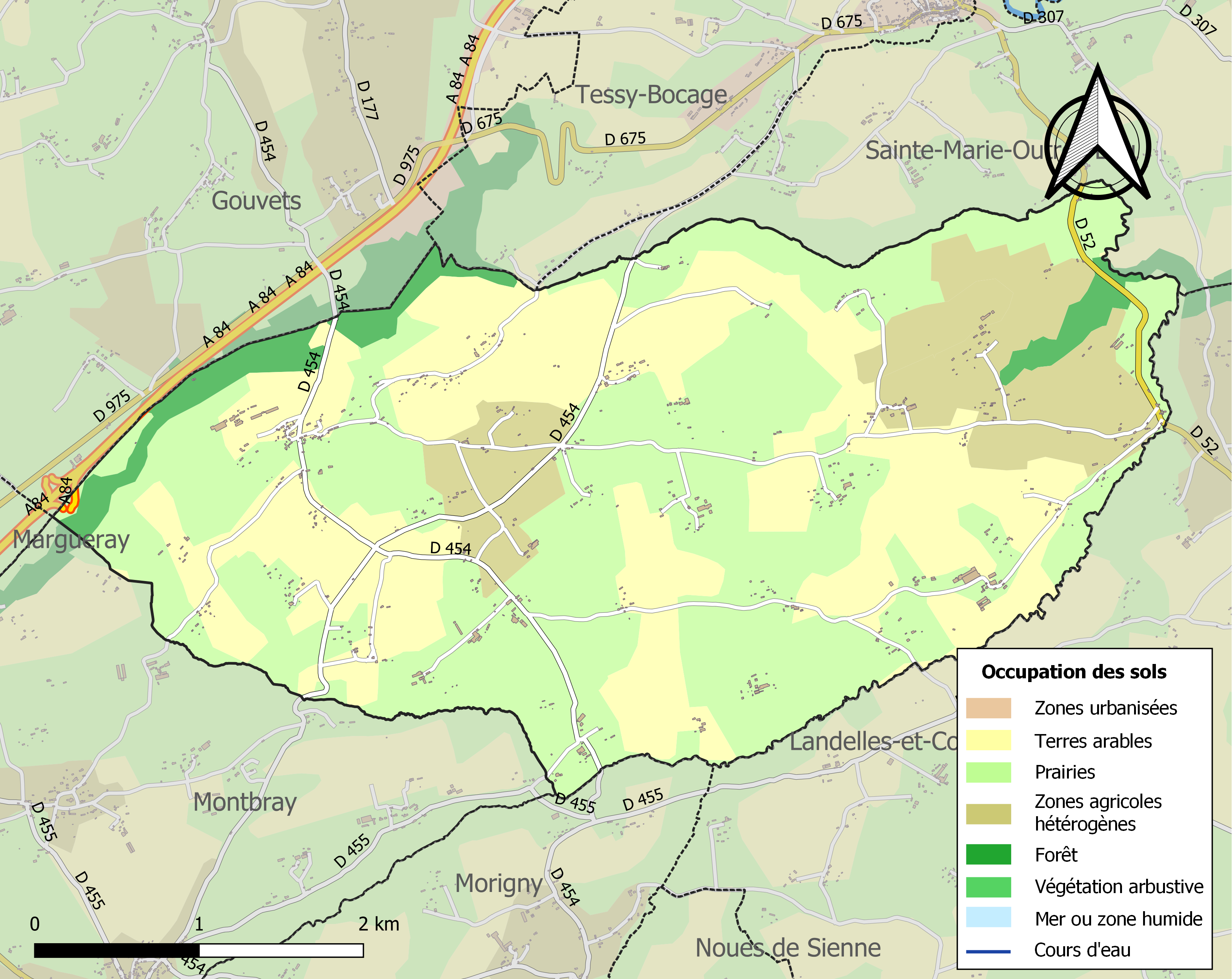
Carte des infrastructures et de l'occupation des sols de la commune en 2018 (CLC).

## Toponymie
Le nom de la localité est attesté sous la forme Saint Vigor des Monts en 1793.
La paroisse est dédiée à Vigor de Bayeux, évêque de Bayeux au VIe siècle.
La topographie des lieux justifie le locatif des-Monts.
Le gentilé est Saint-Vigorais.

## Histoire
Au XVe siècle, le village eut pour seigneur Julien d'Amphernet, l'un des cent gentilshommes de la Maison des rois Henri II, François II et Charles IX.
Saint-Vigor-des-Monts (965 habitants en 1821) a absorbé la commune de Sainte-Marie-des-Monts (126 habitants) en 1829.

## Politique et administration
| Période                                  | Période   | Identité        | Étiquette | Qualité                       |
| ---------------------------------------- | --------- | --------------- | --------- | ----------------------------- |
| 1976                                     | 1995      | Maurice Lecourt | DVD       |                               |
| 1995                                     | mars 2014 | Gilbert Girard  | SE        | Agriculteur                   |
| mars 2014                                | En cours  | Liliane Boscher | SE        | Retraitée du secteur bancaire |
| Les données manquantes sont à compléter. |           |                 |           |                               |

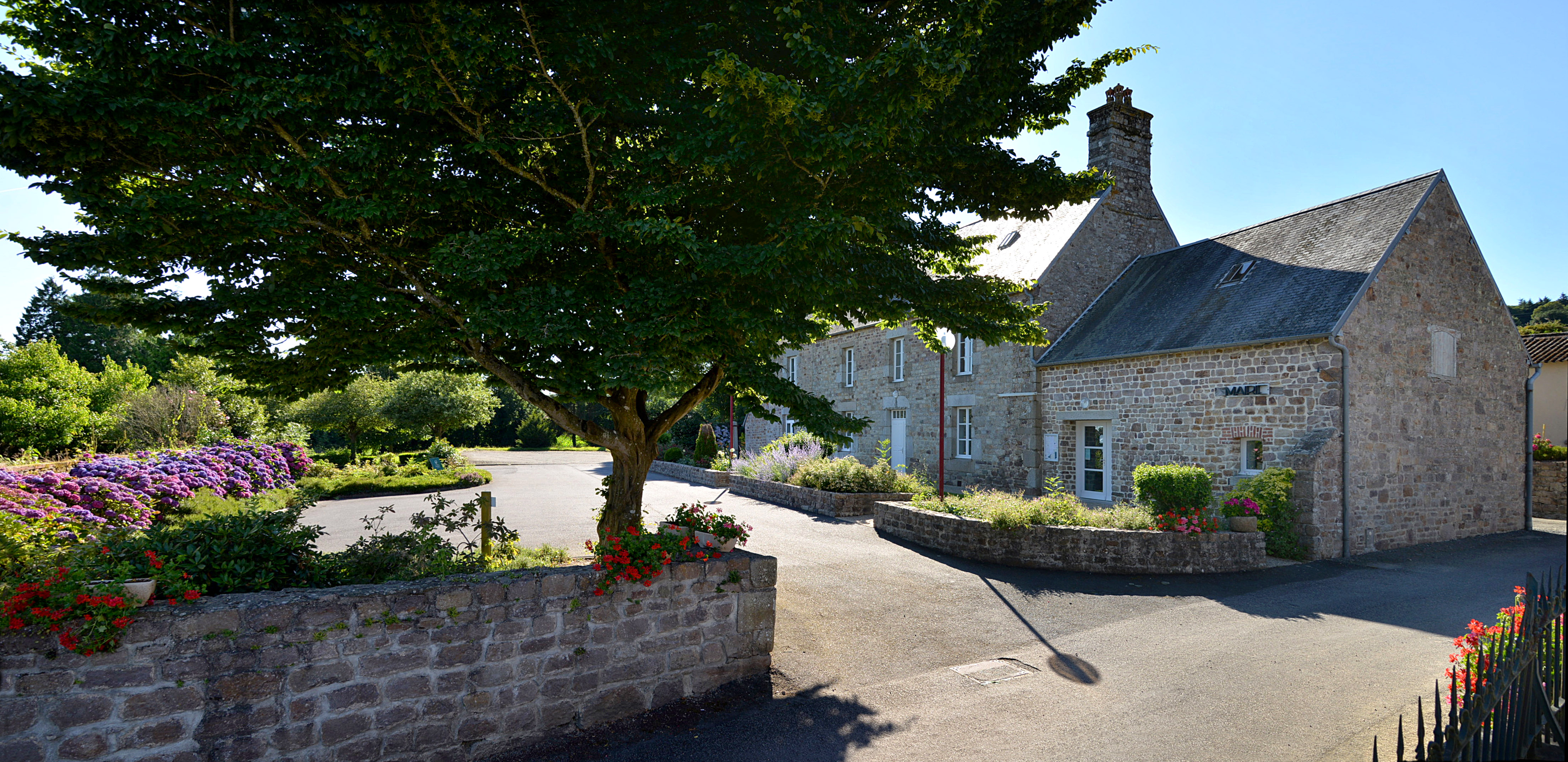
La mairie.

Le conseil municipal est composé de onze membres dont le maire et deux adjoints.

## Démographie
L'évolution du nombre d'habitants est connue à travers les recensements de la population effectués dans la commune depuis 1793. Pour les communes de moins de 10 000 habitants, une enquête de recensement portant sur toute la population est réalisée tous les cinq ans, les populations de référence des années intermédiaires étant quant à elles estimées par interpolation ou extrapolation. Pour la commune, le premier recensement exhaustif entrant dans le cadre du nouveau dispositif a été réalisé en 2004.
En 2022, la commune comptait 283 habitants, en évolution de −1,05 % par rapport à 2016 (Manche : −0,31 %, France hors Mayotte : +2,11 %).
| 1793 | 1800 | 1806 | 1821 | 1831  | 1836  | 1841  | 1846  | 1851  |
| ---- | ---- | ---- | ---- | ----- | ----- | ----- | ----- | ----- |
| 926  | 945  | 950  | 965  | 1 013 | 1 084 | 1 037 | 1 114 | 1 101 |

| 1856  | 1861  | 1866 | 1872 | 1876 | 1881 | 1886 | 1891 | 1896 |
| ----- | ----- | ---- | ---- | ---- | ---- | ---- | ---- | ---- |
| 1 076 | 1 036 | 988  | 960  | 905  | 885  | 895  | 868  | 813  |

| 1901 | 1906 | 1911 | 1921 | 1926 | 1931 | 1936 | 1946 | 1954 |
| ---- | ---- | ---- | ---- | ---- | ---- | ---- | ---- | ---- |
| 765  | 733  | 710  | 668  | 663  | 671  | 637  | 628  | 611  |

| 1962 | 1968 | 1975 | 1982 | 1990 | 1999 | 2004 | 2006 | 2009 |
| ---- | ---- | ---- | ---- | ---- | ---- | ---- | ---- | ---- |
| 590  | 518  | 414  | 332  | 280  | 285  | 288  | 289  | 289  |

| 2014 | 2019 | 2022 | - | - | - | - | - | - |
| ---- | ---- | ---- | - | - | - | - | - | - |
| 287  | 279  | 283  | - | - | - | - | - | - |

| 1793 | 1800 | 1806 | 1821 |
| ---- | ---- | ---- | ---- |
| 93   | 100  | 115  | 126  |

## Lieux et monuments
- Église Saint-Vigor des XIVe – XVIIIe siècles en pierre avec une grosse tour carrée placée entre la nef et le chœur qui est percé de fenêtres du XVIe siècle, avant-porche, toit du clocher en bâtière avec des fenêtres de style roman. L'édifice, restauré en 1988, abrite un maître-autel du XIXe, un bénitier du XVIIe, une chaire à prêcher du XIXe, des fonts baptismaux du XVIIIe et une verrière de L. Mazuet de Bayeux[25].
- Douze calvaires dont quatre du XVIIe siècle.
- Ancien presbytère occupé par la mairie.
- Logis de Saint-Vigor (1707), La Bouillère du XVIe siècle.
- Boulangerie communale, visitable, dans le parc de la mairie. Elle a été rénovée en 2002.
- Belvédère des Bruyères avec trois tables d'orientation offrant une vue sur le Bocage virois.
- Vallée de la Drôme.

Pour mémoire
Il y eut à Saint-Vigor-des-Monts un cimetière huguenot, qui se trouvait à l’emplacement du jardin du presbytère bâti en 1722. Ce presbytère se trouvait anciennement au bout de l’église, à l'est.
De l’église Notre-Dame-de-l’Assomption de Sainte-Marie-des-Monts, il ne reste qu’un calvaire et une grosse pierre gravée.

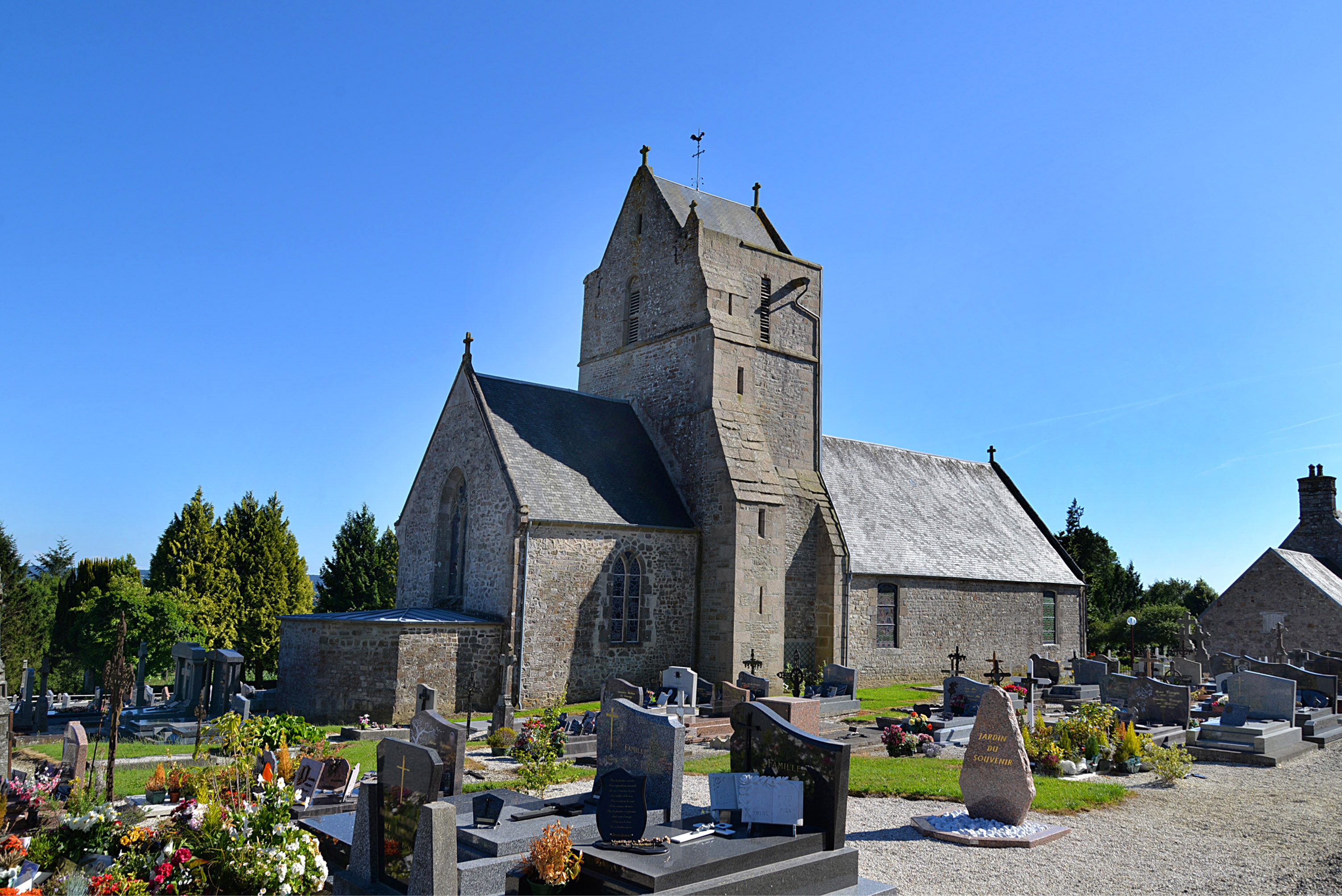
L’église Saint-Vigor. Vue nord-est.
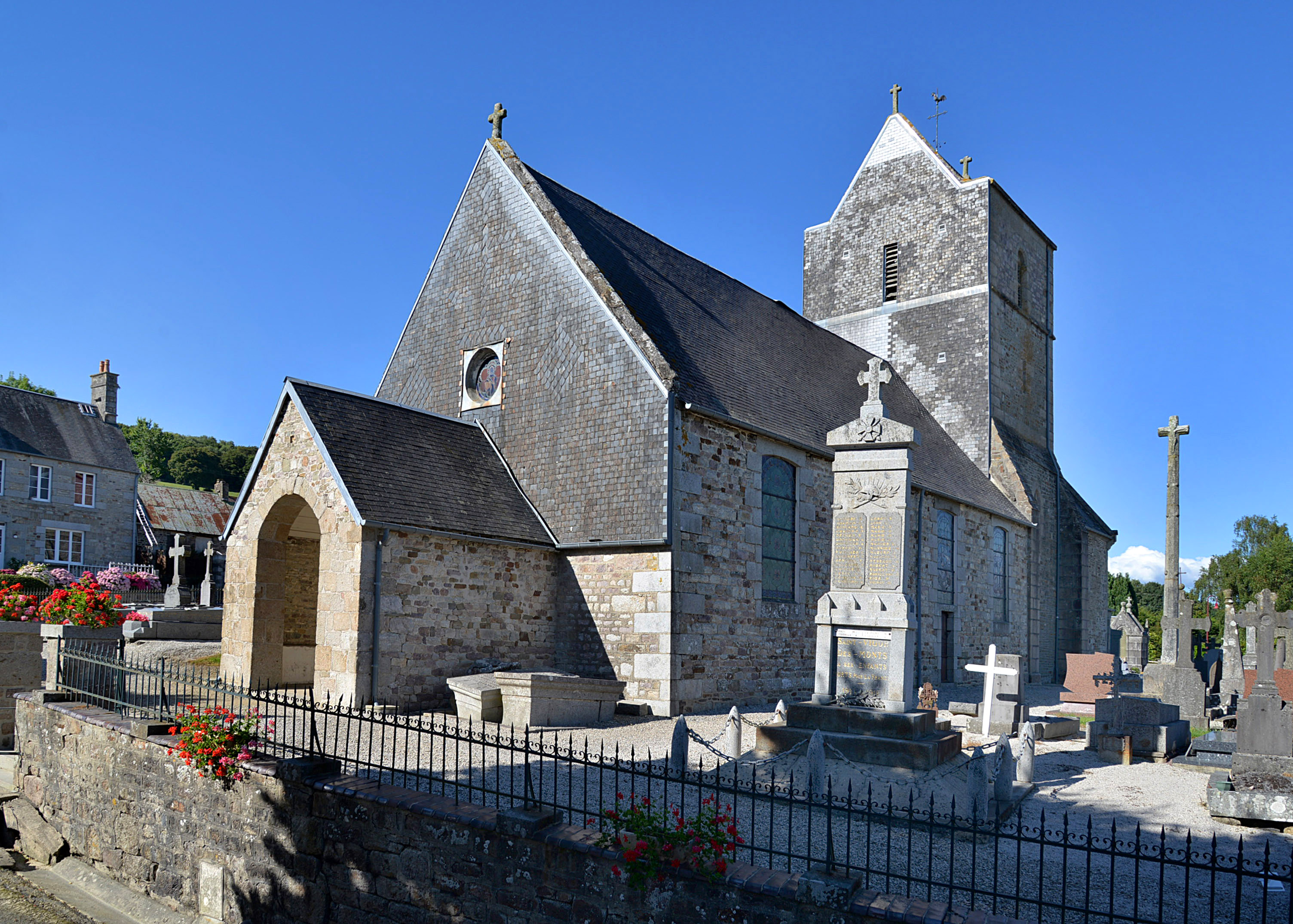
L’église Saint-Vigor. Vue sud-ouest.

## Activité et manifestations
Une fête du pain se déroule chaque année au mois de mai à la boulangerie communale.

## Personnalités liées à la commune
- Guillaume Burel († v. 1195) dit l'Ancien, né à la Burelière, 28e évêque d'Avranches de 1182 à 1195[25].